# Osimská smlouva

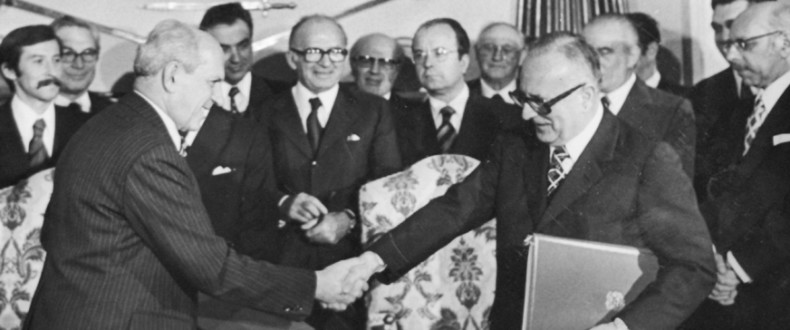
Ministři zahraničních věcí Jugoslávie (vlevo) a Itálie (vpravo) Miloš Minić a Mariano Rumor si po podpisu smlouvy z Osima potřásají rukou o hranicích obou zemí v blízkosti Terstu.

Osimská smlouva (srbochorvatsky Osimski sporazum/Осимски споразум, italsky trattato di Osimo) je mezinárodní smlouva, která potvrdila hranici mezi Itálií a SFR Jugoslávií na Istrijském poloostrově. Podepsána byla 10. listopadu 1975 v italském městě Osimo. Za italskou stranu ho podepsal Eugenio Carbone, za jugoslávskou Miloš Minić, tehdejší ministr zahraničí. V platnost vstoupila 11. října 1977.
Smlouva je založena na starším memorandu o porozumění, které bylo podepsáno v roce 1954 v Londýně. Civilní správa nad Svobodným územím Terst byla rozdělena mezi Itálii (spravující "zónu A") a Jugoslávii (spravující "zónu B"). Podle Osimské smlouvy se tato území stala nedílnými součástmi obou zmíněných zemí. Její součástí byly také i pravidla o ochraně menšin, vzájemné spolupráci obou zemí a hospodářském rozvoji.
V Itálii vyvolalo na politické scéně podepsání smlouvy skandál, neboť bylo připraveno tajně, bez předchozího informování veřejnosti.